# 川﨑星輝
川﨑 星輝（かわさき ほしき、2005年〈平成17年〉3月28日 - ）は、日本のアイドル、歌手、俳優、タレント。ジュニア内男性アイドルグループ・B&ZAIのメンバー。
東京都出身。STARTO ENTERTAINMENT所属。

## 来歴
2012年6月10日、実の兄である川﨑皇輝とともにジャニーズ事務所に入所。少年忍者のメンバーとして活動する。
2021年10月、「世界大会・世界新体操2021」に向けたスペシャルユニット・フェアリーBOYSに参加し、新体操に挑戦した。
2023年4月、『火の顔/アンティゴネ』で舞台初主演を務める。
2025年2月16日より、新しく結成されたジュニア内新グループ・B&ZAIに移籍する。

## 人物
父はボートレーサーの川崎智幸。ファッションモデルの佐藤栞里とは27親等の親戚である。

## 出演
個人での出演のみ記述。ユニットとしての出演は少年忍者#出演、フェアリーBOYS、ジャニーズJr.#B&ZAIを参照。

### テレビドラマ
- ゼロ 一獲千金ゲーム（2018年7月15日 - 9月16日、日本テレビ） - ゼロの生徒 役[10]
- 恋の病と野郎組 Season2（2022年1月25日 - 3月29日、日本テレビ） - 十一奏 役[11]

### 映画
- 東西ジャニーズJr. ぼくらのサバイバルウォーズ（2022年4月1日公開） - 冬樹 役[12][13]

### 舞台
- WBB vol.20『バンクパック』（2022年6月7日 - 13日、紀伊國屋サザンシアター TAKASHIMAYA）- 竜也 役[14][15]
- 幻奏のフイルム（2022年11月11日 - 20日、CBGKシブゲキ!!） - 泉幸弘 役[16]
- 火の顔 / アンティゴネ（2023年4月8日 - 16日、吉祥寺シアター） - 主演・クルト 役[6][17]
- 純愛異形綺譚『刻め、我ガ肌ニ君ノ息吹ヲ 2024』（2024年6月12日 - 16日、俳優座劇場） - 主演・白狐丸 役[18]
- 異形の血を継ぐ者『散れ桜よ、刻天ノ証ニ 2024』（2024年6月19日 - 24日、俳優座劇場） - 白狐丸 役[19]

### イベント
- Rakuten GirlsAward 2024 SPRING/SUMMER（2024年5月3日、国立代々木競技場第一体育館）[20][注 1]
- 第40回 マイナビ 東京ガールズコレクション 2025 SPRING/SUMMER（2025年3月1日、国立代々木競技場第一体育館）[22][注 2]
- 駆アガル！〜あべこべ男子に憧れて〜（2025年3月22日・23日、ぴあアリーナMM）[24][25]
- Rakuten GirlsAward 2025 SPRING/SUMMER（2025年5月3日、国立代々木競技場第一体育館）[26]